# Norridge
Norridge est un village situé en banlieue de Chicago dans le comté de Cook, dans l'Illinois, aux États-Unis. La municipalité est complètement encerclée par la ville de Chicago et le village de Harwood Heights. Selon le bureau du recensement des États-Unis, Norridge avait une population de 14 572 habitants en 2010. Son territoire s'étend sur 5 km2.